# Договір Сен-Клер-сюр-Епт
Сен-Клер-сюр-Ептський договір (фр. traité de Saint-Clair-sur-Epte) — угода, укладена восени 911 між королем західних франків Карлом III Простуватим і ватажком норманів (вікінгів) Роллоном. За умовами цього договору нормани отримали можливість оселитися біля Нейстрії в обмін на зобов'язання обороняти королівство Карла III від подальших вторгнень вікінгів. Ця угода спричинила утворення герцогства Нормандія на чолі з нащадками Роллона.

### Ситуація перед укладанням договору
В останні роки правління короля франків Карла Великого вікінги стали регулярно нападати на християнські абатства на півночі королівства. Каролінгські королі заснували військові командування (зокрема Нейстрійську марку) і збудували укріплені мости (наприклад, через Сену біля сучасного міста Пон-де-л'Арш), але ці грабіжницькі набіги не вдалося зупинити. Приблизно близько 910—911 року скандинави на чолі з Роллона затіяли перехід через Нейстрію, але франкські аристократи, вступивши в союз, дали їм бій біля міських стін Шартра. Карл III вибрав цей момент для початку переговорів. Терміновість переговорів також пояснювалася тим, що король мав намір остаточно заволодіти королівством Лотарингія і він хотів усунути погрози з боку вікінгів.

### Положення договору
Історики не мають у своєму розпорядженні оригінального тексту договору; умови угоди виклав у своїх працях Дудо Сен-Кантенський, нормандський історик, який жив на початку XI ст. Слід зазначити, що є сумніви у повній достовірності його розповіді. Угода була укладена на таких умовах:
- Король Карл III поступається Роллону землі дільниці «від річки Епт до моря». Історики не мають єдиної думки щодо розміру поступлених земель. Більшість вважає, що були передані графства чи єпископства Руана, Евре та Лізьє. Ця територія відповідає землям сучасного французького регіону Верхня Нормандія з додаванням краю Пеї-д'Ож. В історії це був не перший випадок, коли король поступався частиною своїх володінь вікінгам заради отримання миру. Наприкінці IX століття Англія за правління англосаксонського короля Альфреда Великого визнала незалежність територій, що отримали назву Данелаг.
- Роллон погодився прийняти хрещення.
- Роллон мав забезпечити захист королівства, особливо від своїх одноплемінників-вікінгів, які знову мали намір піднятися Сеною з грабіжницькими рейдами. Провідник норманів приносив оммаж королю. Щоб догодити норманам, історик Дудо Сен-Кантенський виклав легенду про те, що Роллон навідріз відмовився схиляти коліна перед королем на церемонії приношення оммажа, щоб цілувати його ногу. Знайдений компроміс полягав у тому, що цей церемоніальний жест мав виконати хтось із найближчого оточення Роллона. Однак норманн, не стаючи на коліна, підняв ногу короля настільки високо, що той втратив рівновагу і впав горілиць[2].

### Значення угоди
Цей договір є первинним документом, виходячи з якого згодом виникло герцогство Нормандія. Роллон, та його син Вільгельм I, прагнули розширення початкових володінь, особливо у західному напрямі (Нижня Нормандія і Бретань). Роллон дотримувався положень договору і оберігав землі королівства франків. Однак після того, як король Карл III потрапив у полон до своїх бунтівних васалів Роллон влаштував рейди до Пікардії.